# L'Honorable Catherine
Pour plus de détails, voir Fiche technique et Distribution.
L'Honorable Catherine est un film français réalisé par Marcel L'Herbier en 1943, sorti en France la même année.

## Synopsis
Film léger typique de l'Occupation, L'Honorable Catherine met en scène une femme (Edwige Feuillère) sophistiquée et moqueuse, qui gagne sa vie en vendant de force, au terme d'un odieux chantage, des « pendules-tirelires » aux couples illégitimes qu'elle surprend lors de leurs cinq à sept.
Cette comédie, qui vaut surtout par le bagout d'Edwige Feuillère et de Raymond Rouleau ainsi que par des dialogues très enlevés, est très caractéristique de son époque en ce sens qu'elle évite tout sujet susceptible d'être censuré par l'Occupant ou les autorités collaborationnistes, et qu'il est manifestement tourné à l'économie (scènes d'intérieur en décors naturels, puis, à la fin du film, un château non-identifié, probablement en région parisienne). Le scénario, hilarant au début (notamment dans la grande scène du trio réunissant le couple illégitime Jacques-Gisèle et leur maîtresse-chanteuse Catherine), montre des signes de faiblesse dans la deuxième partie, qui donne l'impression d'avoir été quasiment improvisée.
On remarquera au début du film, dans la scène du bal, dans le rôle de la maîtresse de maison qui alerte la police, l'intervention de Denise Grey, qui est alors au milieu de sa longue carrière.

## Fiche technique
- Réalisation : Marcel L'Herbier assisté de Jean Laviron et Robert-Paul Dagan
- Scénario : Jean George Auriol
- Musique : Henri Sauguet et Colette Vivia
- Directeur artistique : André Barsacq
- Affichiste du film : Troy
- Montage : Suzanne Catelain
- Format :  Son mono - Noir et blanc - 35 mm  - 1,37:1
- Pays :  France
- Sociétés de production :  Films Orange et SOFROR
- Genre : Comédie
- Durée : 99 minutes
- Pays : France
- Date de sortie : 
  - France : 4 février 1943
  - États-Unis : 21 août 1948

## Distribution
- Edwige Feuillère : Catherine Roussel
- Raymond Rouleau : Jacques Tavère
- André Luguet : Pierre Morland
- Charles Granval : Jérôme
- Denise Grey : Madame d'Ambroisie
- Fred Pasquali : Le vendeur de carillon
- Hubert de Malet : Maurice
- Irène Lud : Lily
- Sinoël : Un invité
- Pally : Xavier
- Jeanne Fusier-Gir : Une invitée
- Claude Génia : Gisèle Morland